# ریدینگ (اوهایو)
ریدینگ(به انگلیسی: Reading) شهری در ایالت اوهایو کشور ایالات متحده آمریکا است که جمعیت آن در سرشماری سال ۲۰۱۰ میلادی، ۱۰٬۳۸۵ نفر بوده‌است.